# Gran Besanzón Metrópoli
Gran Besanzón Metrópoli (GBM) es la estructura intercomunal que comprende la ciudad de Besanzón (departamento Doubs, región Borgoña-Franco Condado) y sus ciudades y pueblos limítrofes.

## Historia
A partir de 1993 el ayuntamiento de Besançon ha ido firmando acuerdos de colaboración en materia de servicios públicos con las comunas vecinas cuyo resultado es la creación del distrito del Gran Besanzón. Al principio se limitó a 38 comunas, siendo ampliado en el 1998 con 3 comunas, en el 2000 con 16 comunas (convirtiéndose en communauté d'agglomération) y finalmente con otras 2 en 2002 (Champoux y Noironte).

## Localidades miembros
Se compone de 67 miembros:
- Amagney
- Audeux
- Les Auxons
- Avanne-Aveney
- Besanzón
- Beure
- Bonnay
- Boussières
- Braillans
- Busy
- Byans-sur-Doubs
- Chalèze
- Chalezeule
- Champagney
- Champoux
- Champvans-les-Moulins
- Châtillon-le-Duc
- Chaucenne
- Chemaudin-et-Vaux
- La Chevillotte
- Chevroz
- Cussey-sur-l'Ognon
- Dannemarie-sur-Crète
- Deluz
- Devecey
- École-Valentin
- Fontain
- Franois
- Geneuille
- Gennes
- Grandfontaine
- Larnod
- Mamirolle
- Marchaux-Chaudefontaine
- Mazerolles-le-Salin
- Mérey-Vieilley
- Miserey-Salines
- Montfaucon
- Montferrand-le-Château
- Morre
- Nancray
- Noironte
- Novillars
- Osselle-Routelle
- Palise
- Pelousey
- Pirey
- Pouilley-Français
- Pouilley-les-Vignes
- Pugey
- Rancenay
- Roche-lez-Beaupré
- Roset-Fluans
- Saint-Vit
- Saône
- Serre-les-Sapins
- Tallenay
- Thise
- Thoraise
- Torpes
- Vaire
- Velesmes-Essarts
- Venise
- La Vèze
- Vieilley
- Villars-Saint-Georges
- Vorges-les-Pins